# Lee Tae-min
Lee Tae-min (이태민?, 李泰民?, I Tae-minLR, I T'aeminMR; Seul, 18 luglio 1993) è un ballerino, cantante e attore sudcoreano.

## Carriera

### 2005–2013: Inizio training e debutto
Lee Taemin è nato il 18 luglio 1993 a Seoul, Corea del Sud. Fin dalla tenera età, Taemin sognava di diventare un pilota fino a quando non scoprì la danza all'età di 10 anni (durante il 6º anno delle elementari coreane). Una delle sue maggiori ispirazioni è sempre stata il "Re del Pop", Michael Jackson. Fu grazie a lui che Taemin decise di diventare un ballerino a tutti gli effetti. Più tardi i suoi genitori notarono il suo talento per la danza e lo incoraggiarono a fare un'audizione per la SM Entertainment durante il 2005 SM Open Weekend Audition Casting che superò immediatamente. Prosegue quindi come training dell'agenzia stringendo amicizia con l'attuale membro degli EXO, Kai. Ha frequentato inoltre la scuola per artisti Hanlim Multi Art School.
Dopo tre anni di allenamento, nel 2008 venne scelto come membro del gruppo SHINee, una boy band composta da cinque membri (Onew, Key, Minho e Jonghyun) che debuttò il 25 maggio 2008 durante il programma Inkigayo, all'età di 14 anni, ricoprendo il ruolo di 'maknae', essendo il membro più giovane del gruppo.
Il 19 settembre 2012 Taemin pubblica la sua prima colonna sonora, U, per il drama Areumda-un geudae-ege. Il 16 ottobre viene annunciato che, insieme al compagno Eunhyuk, a Henry Lau dei Super Junior-M, a Hyoyeon delle Girls' Generation, e a Kai e Luhan degli EXO avrebbe cantato il brano Maxstep per l'album PYL Younique Volume 1, collaborazione tra SM Entertainment e Hyundai. Un video teaser della canzone fu mostrato al PYL Younique Show il 17 ottobre 2012. Nell'aprile 2013, SM Entertainment ha rivelato che Taemin avrebbe preso parte al reality show "We Got Married" (all'età di 19 anni) con Son Na-eun come suo partner, sostituendo la coppia precedente Kwanghee e Sunhwa. Nello stesso anno, Taemin è apparso in tre episodi del drama Dating Agency: Cyrano nel ruolo del cantante idol Ray/Yang Ho-Yeol. Nel giugno 2013, è apparso nella canzone solista di Super Junior-M’s Henry "Trap" insieme a Kyuhyun dei Super Junior.
Oltre al suo lavoro di cantante, Taemin ha fatto il suo debutto come attore nel 2009 nella commedia di MBC "Tae Hee, Hye Kyo, Ji Hyun" come Junsu. Anni dopo, a gennaio 2012, Taemin diventò un doppiatore per il film d'animazione coreano The Outback nel ruolo del personaggio principale, Johnny.

### 2014-2016: debutto in Giappone e da solista
Il 25 luglio 2014, la SM annuncia il debutto di Lee Tae-min come solista. Il video musicale del brano Danger esce il 15 agosto, mentre il 18 agosto viene pubblicato l'EP Ace, contenente sei canzoni. Lo stesso anno interpreta il principe Lee Shin nel musical tratto dal serial Gung. La coreografia di "Danger" è stata creata dal coreografo americano Ian Eastwood e dal team di regia SM Beatburger. Taemin per imparare la coreografia si è recato nello studio di danza a Los Angeles.
Il 3 febbraio 2015, gli viene confermato un ruolo nel cast della prima stagione di Match Made in Heaven Returns. Il 14 aprile 2015, Taemin è stato anche un membro del cast del programma JTBC Off to School insieme ad altre celebrità.
Il 1º giugno 2015 ha pubblicato la canzone "That Name" in collaborazione con Jonghyun (compagno nei Shinee), per la colonna sonora di Who Are You: School 2015 di KBS2. La canzone ha debuttato al numero 36 della Gaon Digital Chart. Il 23 febbraio 2016 pubblica il brano "Press Your Number", contenuto all'interno del suo primo album Press It, che esce anche in Giappone il 27 luglio seguente all'interno del primo EP giapponese Sayonara hitori.  Ha partecipato alla produzione di alcune canzoni, il cantautore statunitense, Bruno Mars, ben noto per le sue canzoni di successo di quegli anni "Treasure" (2013) e "Marry You" (2011). Durante un'intervista alla SMTOWN Coex Artium (a Gangnam-gu Seoul), con Minho, rivela ai giornalisti:
"Dopo l'uscita del mio EP, mi sono esibito con gli Shinee ma ho comunque passato molto tempo a preparare il mio prossimo album solista, [...] Ho preso un sacco di lezioni private per la voce e la danza, e ho studiato bene le mie canzoni passate. Voglio dire che sono diventato un'artista più forte."
Nel giugno 2016, avviene il suo debutto giapponese annunciato con il mini album Solitary Goodbye incluso nello showcase per il suo 23º compleanno. L'album è stato pubblicato il 27 luglio e include quattro nuove canzoni e la versione giapponese di "Press Your Number". Nel giugno 2016, Taemin è stato confermato per il cast del programma di danza di Mnet Hit the Stage. Si è esibito insieme al suo compagno di ballo Koharu Sugawara, che è il coreografo della sua canzone di debutto giapponese "Solitary Goodbye". Vince qui il primo posto nel secondo episodio.

### 2017-2018: svolta nella sua carriera da artista
A luglio 2017, pubblica una nuova canzone in giapponese, "Flame of Love", di cui esiste un performance video e un video ufficiale, tiene il suo primo concerto da solista in Giappone alla Budokan Arena di Tokyo al quale erano presenti 28.000 spettatori. Taemin tenne il suo primo concerto coreano, intitolato "Off-Sick" alla fine di agosto per tre giorni con un totale di 12.000 spettatori. I concerti di Encore dei suoi spettacoli 'Off-Sick' sono stati annunciati il 7 settembre ed hanno avuto luogo il 14 e il 15 ottobre al Jamsil Gymnasium, che ospita il doppio delle persone della sala precedente. Le due serate hanno attirato 20.000 fan.
Nell'agosto 2017 è stato annunciato il primo dramma giapponese di Taemin, Final Life: Even If You Disappear Tomorrow. Il giallo diretto da Masatoshi Kurakata e Takeshi Maruyama è un'opera originale giapponese di Amazon Prime Video ed è stato pubblicato a settembre. Ha come protagonisti Taemin e Shota Matsuda. La colonna sonora del dramma, "What’s This Feeling" è cantata anche da Taemin.
Il secondo album in studio di Taemin, Move (contiene brani come Love, Rise, la versione coreana di Flame Of Love e altre), è stato pubblicato nell'ottobre 2017 in cui è stato rilasciato il singolo di successo "Move".  L'album ha debuttato al secondo posto nella Gaon Album Chart, e al terzo posto nella Billboard World Albums Chart. A dicembre rilascia Move-ing, che dal titolo può trarre in inganno e sembrare la versione deluxe dell'album prima riportato, però contiene solo nuove tracce, come I'm Crying, di cui esiste anche una versione in giapponese, Day And Night, di cui è stato rilasciato un video ufficiale. Quello stesso mese, era previsto che si esibisse all'annuale KBS Song Festival, ma si ritirò una settimana dopo la morte del collega Shinee, Kim Jong-hyun.
Il 5 novembre 2018, pubblica l'omonimo 'Taemin', il suo terzo album in versione giapponese che contiene le tracce Sayonara Hitori, Eclipse e Mars, includendone delle nuove come Under My Skin, Better Man e Holy Water.

### 2019-2020: solista, Shinee e SuperM
L'11 febbraio 2019 viene rilasciato un nuovo mini album chiamato 'Want', in coreano. La coreografia della title song omonima è stata creata sempre da Sugawara Koharu. L'EP si è classificato in varie classifiche Billboard, tra cui quarto su Billboard World Albums, diventando così la quinta premiazione di Taemin ad oggi, un nuovo record per l'artista. Il 4 agosto 2019, Taemin pubblica digitalmente il suo terzo EP giapponese 'Famous', con una pubblicazione fisica il 28 agosto 2019, attraverso la EMI Records Japan e Universal Music Japan. Il singolo principale e la title track "Famous" sono stati pubblicati il 26 luglio 2019, insieme a un video musicale.
Il giorno del suo 26º compleanno ha adottato tramite WWF un delfino.
Il 7 agosto 2019 è stato annunciato che Taemin sarebbe diventato un membro dei SuperM (con altri membri come Baekhyun, l'amico di lunga data Kai degli EXO, Taeyong, Mark degli NCT, Ten e Lucas degli WayV), un supergruppo k-pop creato dalla SM Entertainment in collaborazione con la Capitol Records. Le promozioni del gruppo sono previste per il mese di ottobre e sono state rivolte al mercato americano. L'omonimo EP di debutto dei SuperM è stato pubblicato il 4 ottobre 2019 con il singolo "Jopping". L'intenzione è stata quella di far debuttare gli artisti in America, ben riuscita poiché la band si è esibita alla Capitol Records Tower, riscuotendo un gran successo e cantando per la prima volta dal vivo le loro canzoni.
Nell'aprile 2020, con i SuperM partecipa al primo concerto online dal vivo di un gruppo della SM Entertainment - organizzato congiuntamente da SM Entertainment e Naver, come parte della prima serie di concerti live online dedicata Beyond LIVE. Nel loro concerto del 26 aprile, hanno eseguito canzoni dal loro mini album di debutto e nuove tracce dando notizia di una nuova pubblicazione senza preavviso, suonando ad un pubblico dal vivo di oltre 75.000 spettatori in tempo reale provenienti da più di 109 paesi. Il ricavato di questo concerto online, dalla pura vendita di biglietti, merce esclusa, è stato stimato a 2 milioni di dollari.
Nei primi mesi del 2020 annuncia di tornare con un nuovo album coreano di cui era prevista l'uscita intorno a febbraio e marzo.  Inoltre viene annunciato il suo primo tour da solista rimandato a causa della pandemia COVID-19. Attraverso la sua pagina Instagram rivela le date di pubblicazione del suo terzo album in studio coreano, intitolato Never Gonna Dance Again. L'album è stato diviso in due parti, tra cui una definitiva con tutti i singoli (2 KIDS, Criminal e IDEA), e i brani progettati per esso (includendo Be Your Enemy, insieme a Wendy delle Red Velvet, Pansy e Identity).
Il 4 agosto 2020 esce il singolo promozionale, intitolato "2 Kids". Il singolo ha fatto da prologo all'album:
- la prima parte dell'album è stata pubblicata il 7 settembre, con "Criminal" come singolo principale,                                                                                                                                  - la seconda parte dell'album è stata pubblicata il 9 novembre, con "Idea" (理 想) come singolo principale.
Sempre in agosto, il gruppo SuperM annuncia il suo primo album di debutto, Super One, che viene pubblicato nel settembre 2020. La pubblicazione dell'album è stata preceduta da un singolo pre-release, "100", pubblicato il 14 agosto. Con i SuperM debutta nella TV americana con lo show mattutino, attraverso una videochiamata (non in presenza a causa dell'emergenza sanitaria in corso, COVID-19), su Good Morning America il 20 agosto con una performance del loro singolo "100".
Nel Dicembre 2020 partecipa all'ABU TV Song Festival 2020.

### 2021: Ritorno con gli SHINee, nuovo album e arruolamento
Con il ritorno dei membri degli SHINee dal militare (Onew, Key e Minho) la SM Entertainment ha annunciato il comeback degli SHINee come grande evento del 2021 "SHINee's Back" (già citato in precedenza al concerto di fine anno della SMTown 2020). Il 6 gennaio 2021, SM Entertainment ha annunciato che gli Shinee sarebbero tornati con un nuovo album dopo due anni e mezzo. Il settimo album in studio coreano del gruppo, "Don't Call Me", con la title track dell'album come singolo principale insieme ad un video musicale, è stato pubblicato il 22 febbraio 2021. Una versione riconfezionata del loro settimo album, "Atlantis", è stata pubblicata il 12 aprile 2021, con tre nuove canzoni e la title track con lo stesso nome dell'album.
Ha collaborato un'ultima volta anche con i SuperM per il nuovo progetto #SuperMxPru insieme alla Prudential Corporation, servizi di assicurazione personale, facendo uscire la track "We Do" e il suo rispettivo video musicale.
Nel mentre Taemin preparò in contemporanea il suo terzo album EP coreano, "Advice", che venne pubblicato poi il 18 maggio 2021 con la title track con lo stesso nome dell'album ed il video musicale di questa. L'album contiene cinque canzoni, in una delle canzoni ha collaborato anche con Taeyeon delle Girl's Generation.
Il 28 luglio 2021, gli SHINee pubblicheranno un nuovo extended play giapponese, con cinque nuove canzoni, la loro prima uscita giapponese dal 2018.
Taemin si arruolò come parte della banda militare il 31 maggio, diventando l'ultimo membro del gruppo ad arruolarsi.

## Vita privata
È un cristiano cattolico, il suo nome di battesimo è Francesco.
Nel marzo 2011 è stato trasferito dalla Chungdam High School alla Hanlim Multi Art School per esigenze lavorative legate al debutto degli Shinee in Giappone. Ha preso il diploma nel febbraio 2012, ma non ha potuto partecipare alla cerimonia di consegna a causa delle attività del gruppo. Oggi frequenta la facoltà di Scienze della Musica e dello Spettacolo all'Università di Myongji.
Il 19 aprile 2021, Taemin ha annunciato durante una diretta VLive che si sarebbe arruolato per il servizio militare obbligatorio il 31 maggio 2021.

## Discografia

### Album in studio
- 2016 – Press It
- 2017 – Move
- 2017 – Move-ing
- 2018 – Taemin
- 2020 – Never Gonna Dance Again (Act 1 | Act 2)

### EP
- 2014 – Ace
- 2016 – Sayonara Hitori
- 2017 – Flame of Love
- 2019 – Want
- 2019 – Famous
- 2020 – Never Gonna Dance Again
- 2021 – Advice
- 2023 - Guilty

### Singoli
- 2013 – Trap (con Henry Lau e Kyuhyun)

### Concerti
- Taemin The 1st Stage Nippon Budokan (2017)
- Off-Sick (2017)
- TAEMIN Japan 1st Tour "SIRIUS" (2018)
- T1001101 (2019)
- TAEMIN ARENA TOUR 2019 ～X™️～ (2019)
- SuperM: We are the Future Live (2019)
- SuperM: Beyond Live (2020)

## Filmografia

### Drama televisivi
- My Precious You (내 사랑 금지옥엽) - serie TV, episodi 9-10 (2008)
- Taehee, Hyekyo, Jihyun! (태희혜교지현이) – serie TV (2009)
- Moon Night 90 (문나이트 90) – serie TV (2011)
- Athena - Jeonjaeng-ui yeosin (아테나: 전쟁의 여신?) – serie TV, episodio 7 (2010-2011) – cameo
- High kick! - Jjarb-eun dari-ui yeokseup (하이킥! 짧은 다리의 역습) – serie TV, episodi 5, 65 (2011) – cameo
- Dorongnyong dosa-wa geurimja jojakdan (도롱뇽도사와 그림자 조작단) - serie TV, episodi 4, 10 (2012)
- Yeon-aejojakdan Cyrano (연애조작단; 시라노) – serie TV, episodi 3-5 (2013)
- Final Life (ファイナルライフ－明日、君が消えても－) - serie TV (2017)

### Teatro
- Goong (2014)

### Film
- The Outback (2012)
- I AM. (아이엠), regia di Choi Jin-seong (2012)
- SMTown: The Stage, regia di Bae Sung-sang (2015)
- Taemin the 1st Stage Nippon Budokan (Taemin The 1st Stage 日本武道館) (2017)
- Off-Sick On Track (태민 1st 솔로 콘서트 “오프-식'온 트랙'”) (2018)
- TAEMIN Japan 1st Tour "SIRIUS" (初の全国ソロツアー｢TAEMIN Japan 1st TOUR ～SIRIUS～｣) (2019)
- Taemin Arena Tour 2019 - X™ (「TAEMIN ARENA TOUR 2019 ～X™～」)  (2019)
- Taemin Arena Tour - XTM - ABEMA Special (「ABEMA SPECIAL TAEMIN ARENA TOUR 2019 ～X™～」) (2019)
- Taemin 2nd Concert [T1001101] in Japan (『TAEMIN 2ND CONCERT [T1001101] in JAPAN』) (2019)
- 1001101 - Taemin 2nd Kit Video (Taemin – T1001101 Kihno Video) (2020)

### Speciali
- Kiss Note (산다라와 샤이니의 에뛰드 키스노트) - serie TV (2012)
- Sweet Recipe (스윗레시피) - serie TV (2013)
- The Miracle - serie TV (2013)
- Taemin-ui ‘2 KIDS’ on deo beulleog (태민의 ‘2 KIDS’ 온 더 블럭) - trasmissione live (2020)
- SuperM THE STAGE - (2020)
- Taemin's 'Criminal' Lounge - broadcast live (2020)
- TAEMIN THE STAGE - broadcast (2020)
- INDONESIAN TELEVISION AWARDS 2020 - cerimonia di premiazione (2020)
- SuperM ‘Super-Merry chuseog (Super-Merry 추석 (Feat. 보름달 소‘One’)) - programma online (2020)
- Twitter Blueroom LIVE - live broadcast (2020)
- Super ‘One’ Year with SuperM - trasmissione online (2020)
- The Big Event for Mental Health - trasmissione online (2020)
- THE 11th INCHEON K-POP CONCERT - concerto online (2020)
- 2020 The 1st World Cultural Industry Forum (2020 제 1회 세계문화산업포럼) - live broadcast (2020)
- 2020 ASEAN Hallyu Expo (2020 아세안 한류박람회) - programma televisivo (2020)
- LIVE Taemin's Act 2 Special Lecture:'Idea' Loan" (태민의 Act 2 특강 : ‘이데아’론) - programma online (2020)
- 2020 Mnet Asian Music Awards - award ceremony (2020)
- 2020 ABU TV Song Festival - broadcast (2020)
- 2020 KBS Song Festival (2020 KBS 가요대축제) - live broadcast (2020)
- SMTOWN Live "Culture Humanity"- concerto online (2020)
- Peulojegteu kkoch X masnam-ui gwangjang LIVE (프로젝트 꽃 X 맛남의 광장 LIVE) - live (2020)

### Programmi TV
- Music Fair (ミュージックフェア) - programma televisivo (2008)
- Music Station (ミュージックステーション) - programma televisivo (2008, 2020)
- Shinee's Yunhanam (샤이니의 연하남) - programma televisivo (2008)
- Factory Girl (소녀시대의 팩토리 걸) - programma televisivo, episodio 3 (2008)
- Idol Show 3 (아이돌 군단의 떴다! 그녀 시즌 3) - programma televisivo, episodi 14-15 (2009)
- Now Is The Era of Flower Boys (지금은 꽃미남 시대) - programma televisivo, episodi 9-10 (2009)
- You Hee-Yeol's Sketchbook (유희열의 스케치북) - programma televisivo, episodi 27, 179, 240, 308, 508 (2009, 2013, 2014, 2016, 2020)
- Star King (스타킹) - programma televisivo, episodi 140, 142, 144, 150, 161, 163-164, 169, 172, 174-175, 194, 205 (2009, 2010, 2011)
- SHINee Hello Baby (샤이니의 헬로 베이비) - programma televisivo (2010)
- Let's Go! Dream Team Season 2 (출발 드림팀 - 시즌 2) - programma televisivo, episodi 18-19, 30, 41-42, 61-63, 87, 183 (2010, 2011, 2013)
- Infinite Challenge (무한도전) - programma televisivo, episodio 210 (2010)
- Idol Star Athletics Championships (아이돌 스타 육상 선수권대회) - programma televisivo (2010)
- We Got Married 2 (우리 결혼했어요) - reality show, episodio 68 (2010)
- Oh! My School (오! 마이 스쿨) - programma televisivo, episodio 1 (2010)
- 2011 Idol Star Athletics – Swimming Championships (아이돌 스타 육상-수영 선수권 대회) - programma televisivo (2011)
- 2011 Idol Star Athletics Championships (2011 아이돌스타 육상 선수권 대회) - programma televisivo (2011)
- Immortal Songs: Singing the Legend (불후의 명곡 - 전설을 노래하다) - programma televisivo, episodi 35-38, 40-47, 139 (2012, 2014)
- Operastar 2012 (오페라스타 2012) - programma televisivo, episodio 2 (2012)
- Hello Counselor (안녕하세요 시즌1) - programma televisivo, episodi 72, 113, 186, 225 (2012, 2013, 2014, 2015)
- Taxi (현장 토크쇼 택시) - programma televisivo, episodi 236 (2012)
- Weekly Idol (주간 아이돌) - programma televisivo, episodi 41-42 (2012)
- Radio Star (황금어장 라디오스타) - programma televisivo, episodi 251, 569 (2012, 2018)
- Ask in a Box (에스크 인 어 박스) - programma televisivo (2012)
- Strong Heart (강심장) - programma televisivo, episodi 153-154 (2012)
- SHINee's One Fine Day (어느 멋진 날 시즌 1) - programma televisivo (2013)
- M Countdown (엠 카운트다운) - programma televisivo, episodi 324-326, 355, 417, 427-431, 433, 438, 446, 453, 456, 462 (2013, 2015, 2016)
- Gag Concert (개그콘서트) - programma televisivo, episodio 689 (2013)
- K-pop Star - Season 2 (K팝스타 - 시즌 2) - programma televisivo, episodi 16, 20 (2013)
- Vitamin (비타민) - programma televisivo, episodio 476 (2013)
- We Got Married 4 (우리 결혼했어요) - reality show, episodio 167-203 (2013-2014)
- A Song For You 1 - programma televisivo, episodio 9 (2013)
- After School Club - programma televisivo, episodi 29, 97 (2013, 2015)
- Hidden Singer 2 (히든싱어2) - programma televisivo, episodi 6 (2013)
- Barefooted Friends (맨발의 친구들) - programma televisivo, episodio 31 (2013)
- Exo's Showtime (EXO's 쇼타임) - programma televisivo, episodio 1 (2013)
- We Got Married Global Edition (우리 결혼했어요) - reality show, episodi 1, 7 (2014)
- Running Man (런닝맨) - programma televisivo, episodi 209 (2014)
- Music Bank (뮤직뱅크) - programma televisivo, episodi 755, 788, 790, 792, 825, 827, 931 (2014, 2015, 2016, 2018, 2020)
- 4 Things Show (4가지쇼) - programma televisivo, episodio 17 (2014)
- The Ultimate Group (最强天团) - programma televisivo, episodio 6 (2014)
- Exo 90:2014 - programma televisivo, episodio 11 (2014)
- 4 Things Show 2 (4가지쇼 시즌2) - programma televisivo, episodio 1 (2015)
- Match Made In Heaven Returns (천생연분 리턴즈) - programma televisivo (2015)
- Welcome Back to School (학교 다녀오겠습니다) - programma televisivo, episodi 40-43 (2015)
- Show! Eum-ak jungsim (쇼! 음악중심) - programma televisivo, episodi 459-460, 468, 472 (2015, 2020)
- Key's Know-how (키스 노하우) - programma televisivo (2015)
- 2015 SBS Gayo Daejeon (2015 SBS 가요대전) - programma televisivo (2015)
- 2015 MBC Music Festival: Encyclopedia of Music (2015 MBC 가요대제전: 가요대백과) - programma televisivo (2015)
- Bijeongsanghoedam (비정상회담) - programma televisivo, episodio 88 (2016)
- Problematic Men (문제적남자) - programma televisivo, episodio 52, 132-133 (2016, 2017)
- Hit The Stage (힛 더 스테이지) - programma televisivo, episodio 9 (2016)
- My SM Television - programma televisivo, episodio 2 (2016)
- Happy Together (해피투게더) - programma televisivo, episodi 470, 513-514 (2016, 2017)
- Knowing Bros (아는 형님) - programma televisivo, episodio 50, 136, 245, 268 (2016, 2018, 2020, 2021)
- Idol Party (아이돌잔치) - programma televisivo, episodi 1-2 (2016)
- Two Man Show (양남자쇼) - programma televisivo, episodio 3 (2016)
- the TAEMIN: Xtra cam - programma televisivo (2017)
- Life Bar (인생술집) - programma televisivo, episodio 42 (2017)
- The Unit (아이돌 리부팅 프로젝트 더 유닛) - programma televisivo (2017-2018)
- Taemin D-cumentary (디큐멘터리 : 태민) - programma televisivo (2017)
- Bijeongsanghoedam 2 (비정상회담2) - programma televisivo, episodio 172 (2017)
- Master Key (마스터 키) - programma televisivo, episodio 7 (2017)
- Music Bank in Chile (뮤직뱅크) - programma televisivo (2018)
- Seoul Mate (서울메이트) - programma televisivo, episodio 22 (2018)
- WHYNOT – The Dancer (WHYNOT-더 댄서) - programma televisivo (2018)
- The Call (더 콜) - programma televisivo (2018)
- SHINee's Back - programma televisivo (2018)
- KBS World Idol Show K-RUSH 3 - programma televisivo, episodio 16 (2018)
- Music Bank in Berlin (뮤직뱅크) - programma televisivo (2018)
- Idol Room (아이돌룸) - programma televisivo, episodi 38 (2019)
- DoReMi Market (도레미마켓) - programma televisivo, episodi 46, 135 (2019, 2020)
- Everyone's Kitchen (모두의 주방) - programma televisivo, episodio 3 (2019)
- The Best Choi's Minho (최고야 Choi's Minho) - programma televisivo, episodio 2 (2019)
- Shabekuri 007 (しゃべくり007) - programma televisivo, episodio 388 (2019)
- SuperM: The Beginning (SuperM 더 비기닝) - programma televisivo (2019)
- Good Morning America - trasmissione (2020)
- Sim-yaaidol (심야아이돌) - broadcast (2020)
- The Ellen DeGeneres Show - programma televisivo (2020)
- GROOVL1N: RAVI’S CLOSE UP! - broadcast (2020)
- The Late Late Show With James Corden - programma televisivo (2020)
- Munmyeongteuggeub (문명특급) - trasmissione web (2020)
- Inkigayo (인기가요) - programma televisivo (2020)
- Prison Interview (인터뷰감옥) - programma televisivo, episodio 19 (2020)
- Taem-Log (탬로그) - programma televisivo (2020)
- Idol Variety Corps Camp (아이돌 예병대 캠프) - programma televisivo, episodi 13-16 (2020)
- RARE-TAEM (레어탬) - programma online (2020)
- Dong Dong Shin Ki (동동신기) - programma televisivo, episodio 9 (2020)
- 1bak 2il (1박 2일) - programma televisivo, episodio 40 (2020)
- SuperM Midterm Exam (SuperM 중간고사) - programma televisivo (2020)
- After_zzZ (아빠안잔다) - programma online, episodio 1 (2020)
- Where is My Home (구해줘! 홈즈) - programma televisivo, episodio 76 (2020)
- Mtopia (M토피아) - programma televisivo (2020)
- MTopia Cookie Clip  (비하인드) - programma televisivo (2020)
- Mtopia Pre-release (M토피아 선공개) - programma televisivo (2020)
- Mtopia Highlights (M토피아 하이라이트) - programma televisivo (2020)
- SuperM: As We Wish (원하는대로) - programma televisivo (2020)
- IU's Palette (아이유의 팔레트) - programma televisivo, episodio 5 (2020)
- Dogs Are Incredible (개는 훌륭하다) - programma televisivo, episodio 53 (2020)
- Jinki Jangpan (진기장판) - programma televisivo, episodio 1 (2020)
- Delicious Rendezvous (맛남의 광장) - episodi 50-52, broadcast (2020)
- MMTG (문명특급) - programma televisivo, episodi 155, 181, 183 (2021)
- SHINee Inc. (샤이니의 스타트업 - 빛돌기획) - programma televisivo (2021)
- Comedy Big League 5 (코미디빅리그5) - programma televisivo, episodio 398 (2021)
- I Can See Your Voice 8 (너의 목소리가 보여 8) - programma televisivo, episodio 6 (2021)
- I Live Alone (나 혼자 산다) - programma televisivo, episodio 398 (2021)

### Programmi radiofonici
- J-WAVE-R STEP ONE ‘MUSIC+1’ (2020)
- KBS-R Cool FM Volume Up (볼륨을 높여요) (2020)

## Riconoscimenti
| Anno | Premio                   | Categoria | Opera | Risultato       |
| ---- | ------------------------ | --- | --- | --------------- |
| 2013 | MBC Entertainment Awards | Star dell'anno | Uri gyeolhonhaess-eo-yo | Vincitore/trice |
| 2013 | MBC Entertainment Awards | Best Couple Award (con Son Na-eun)                                                                                                  | Uri gyeolhonhaess-eo-yo | Candidato/a     |
| 2014 | MBC Entertainment Awards | style="text-align:center; background:#99FF99; vertical-align:middle" class="table-yes2"\|Vincitore/trice                            | Uri gyeolhonhaess-eo-yo |                 |
| 2015 | Gaon Chart K-Pop Awards  | Artista dell'anno (album) | Ace | Candidato/a     |
| 2015 | Golden Disk Awards       | Premio principale per un disco | Ace | Vincitore/trice |
| 2015 | Golden Disk Awards       | Premio popolarità | | Vincitore/trice |
| 2015 | Seoul Music Awards       | Premio principale | Ace | Candidato/a     |
| 2015 | Seoul Music Awards       | Premio High1/MobileAward per la popolarità                                                                                          | | Vincitore/trice |
| 2015 | Seoul Music Awards       | Premio speciale coreano | | Candidato/a     |
| 2016 | Gaon Chart K-Pop Awards  | Album dell'anno | style="text-align:center; background:#FDD; color: black; vertical-align:middle" class="table-no2"\|Candidato/a                     |                 |
| 2016 | Mnet Asian Music Awards  | Canzone dell'anno | Press Your Number\| style="text-align:center; background:#FDD; color: black; vertical-align:middle" class="table-no2"\|Candidato/a |                 |
| 2016 | Mnet Asian Music Awards  | Miglior performance solo\| style="text-align:center; background:#99FF99; vertical-align:middle" class="table-yes2"\|Vincitore/trice | Press Your Number\| style="text-align:center; background:#FDD; color: black; vertical-align:middle" class="table-no2"\|Candidato/a |                 |
| 2017 | Mnet Asian Music Awards  | style="text-align:center; background:#99FF99; vertical-align:middle" class="table-yes2"\|Vincitore/trice                            | |                 |
| 2017 | Busan One Asia Festival  | Premio per la Miglior Performance                                                                                                   | Vincitore/trice |                 |
| 2017 | Golden Disk Awards       | Premio principale per un disco | style="text-align:center; background:#99FF99; vertical-align:middle" class="table-yes2"\|Vincitore/trice                           |                 |
| 2017 | Soompi Awards            | Miglior Solo Maschile | Vincitore/trice |                 |
| 2018 | Korean Music Awards      | Miglior Album Pop | style="text-align:center; background:#FDD; color: black; vertical-align:middle" class="table-no2"\|Candidato/a                     |                 |
| 2018 | Seoul Music Awards       | Premio popolarità | Vincitore/trice |                 |
| 2019 | Mnet Asian Music Awards  | Miglior Artista Maschile | Candidato/a |                 |
| 2019 | Mnet Asian Music Awards  | Miglior Performance solo | style="text-align:center; background:#FDD; color: black; vertical-align:middle" class="table-no2"\|Candidato/a                     |                 |
| 2020 | Golden Disk Awards       | Premio principale per un disco | style="text-align:center; background:#FDD; color: black; vertical-align:middle" class="table-no2"\|Candidato/a                     |                 |
| 2020 | Arena Awards             | Premio per il Miglior Artista Solo                                                                                                  | Vincitore/trice |                 |
| 2020 | Mnet Asian Music Awards  | Miglior Artista Maschile | Candidato/a |                 |
| 2020 | Mnet Asian Music Awards  | Artista dell'anno | Candidato/a |                 |
| 2020 | Mnet Asian Music Awards  | Icona mondiale dell'anno | Candidato/a |                 |
| 2020 | Mnet Asian Music Awards  | Canzone dell'anno | style="text-align:center; background:#FDD; color: black; vertical-align:middle" class="table-no2"\|Candidato/a                     |                 |
| 2020 | Mnet Asian Music Awards  | Miglior performance solo | style="text-align:center; background:#FDD; color: black; vertical-align:middle" class="table-no2"\|Candidato/a                     |                 |
| 2020 | Mnet Asian Music Awards  | Miglior performance Maschile solo                                                                                                   | style="text-align:center; background:#99FF99; vertical-align:middle" class="table-yes2"\|Vincitore/trice                           |                 |
| 2021 | Seoul Music Awards       | Premio Bonsang | Never Gonna Dance Again: Act 1 | In attesa       |
| 2021 | Seoul Music Awards       | Premio popolarità | | In attesa       |
| 2021 | Seoul Music Awards       | Premio popolarità Hallyu | | In attesa       |